# آلت‌بری

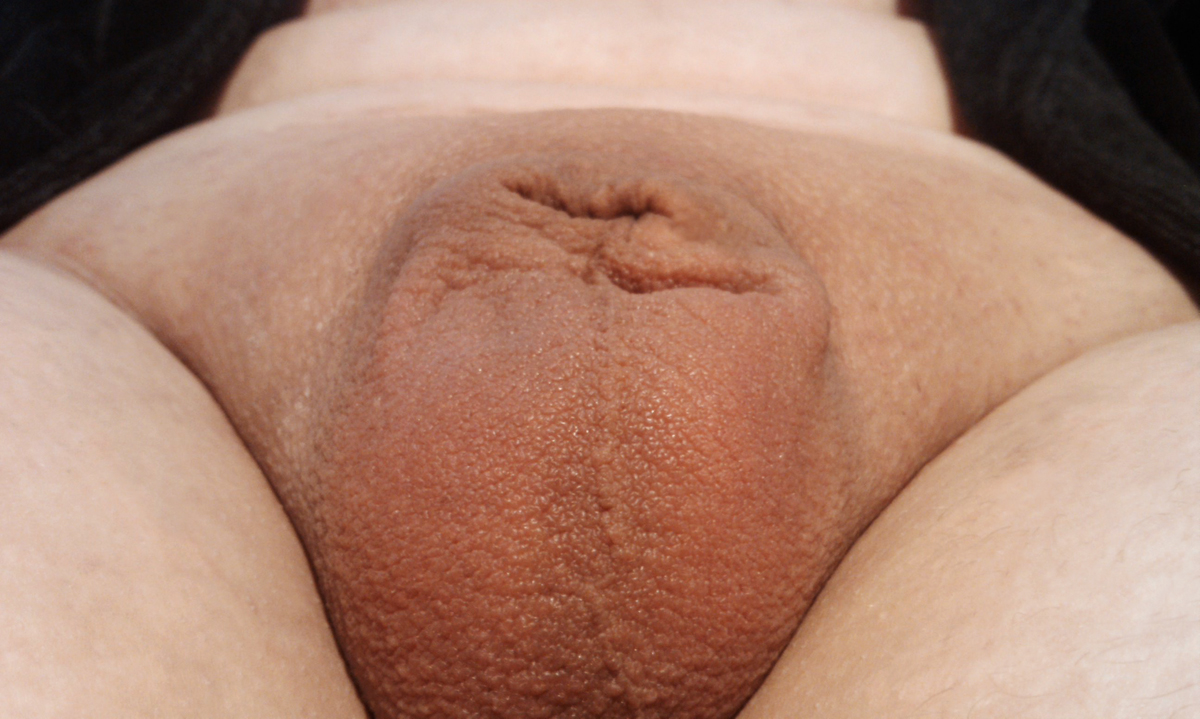
ناحیه تناسلی در مرد پس از انجام عمل جراحی برداشتن آلت

آلت‌بُری یا پِنِکتومی (به انگلیسی: Penectomy) نوعی عمل جراحی است که طی آن تمام آلت تناسلی مرد قطع می‌شود.
این عمل معمولاً برای جلوگیری از پیشرفت سرطان آلت انجام می‌شود.
غدد لنفاوی در کشاله ران نیز ممکن است در خلال جراحی برداشته شوند.